# بعد حلول الظلام يا حلوتي (فلم)
بعد حلول الظلام يا حلوتي (بالإنجليزية: After Dark, My Sweet) فيلم الجريمة والإثارة الأمريكي لعام 1990 من نوع نيو نوار، من إخراج جيمس فولي وبطولة جيسون باتريك وبروس ديرن وراشيل وارد. وهو مقتبس من رواية جيم طومسون التي تحمل نفس العنوان عام 1955.

## القصة
الملاكم السابق كيفن «كيد» كولينز متهور وهارب من مستشفى للأمراض العقلية. يلتقى بالأرملة فاي أندرسون في بلدة صحراوية بالقرب من بالم سبرينغز، التي أقنعته بالمساعدة في إصلاح العقار المهمل الذي تركه زوجها، وتدعه ينام في مقطورة بالخارج بالقرب من أشجار النخيل. يظهر أحد معارفها «العم باد»، الذي يطلق على نفسه اسم شرطي سابق، والذي كان يخطط لخطف طفل ثري ويحتاج إلى شخص مثل كولينز للمساعدة في تنفيذها. يتردد كولينز في البداية، ويحاول المغادرة ويقابل دوك جولدمان، الذي ينصحه بأنه يجب أن يكون تحت المراقبة الطبية، لكن العم باد يقنع الشاب كولينز بتنفيذ خطة الاختطاف.

## الممثلون
- جايسون باتريك: في دور كيفن «كيد» كولينز
- روكي جيورداني: في دور بيرت
- راشيل وارد: في دور فاي أندرسون
- بروس ديرن: في دور جاريت «العم باد» ستوكر
- مايك هاجرتي: في دور سائق شاحنة
- جورج ديكرسون: في دور دوك جولدمان
- كوري كاريير: في دور جاك[4]

## الاستقبال
منح موقع تجميع المراجعات روتن توميتوز الفيلم تقييم 82% بناء على 17 مراجعة.

## روابط خارجية
- مقالات تستعمل روابط فنية بلا صلة مع ويكي بيانات